# Au matin tombe la brume
Au matin tombe la brume (titre original : With Morning Comes Mistfall) est le titre d'une nouvelle de George R. R. Martin, parue pour la première fois en mai 1973 dans le magazine Analog Science Fiction and Fact. 
Elle est incluse dans le recueil original Chanson pour Lya (A Song for Lya and Other Stories), regroupant dix histoires de Martin, publié en février 1976 puis traduit en français et publié en octobre 1982 dans le recueil paru aux éditions J'ai lu.  Elle fait également partie du recueil R.R.étrospective (GRRM: A RRetrospective), publié en septembre 2003.

## Contexte
- Personnages principaux
  - Sanders : propriétaire de l’hôtel
  - Dubowski : un scientifique sceptique
  - Le journaliste, qui est le narrateur
- Lieu : l'hôtel Château-aux-nuages de la planète Spectremonde

## Résumé
La planète Spectremonde a été découverte 75 ans auparavant. Si elle est peu apte à la colonisation de peuplement, elle recèle de magnifiques paysages. Mais elle a un « plus » que n'ont pas les autres planètes : plusieurs explorateurs sont morts dans des circonstances étranges, ce qui a pu laisser penser que des « spectres » agressifs peuplaient la planète (un peu comme le Yéti au Tibet).
Sanders a investi toutes ses économies dans l'édification d'un hôtel sur une haute montagne. Le paysage est à couper le souffle, et les touristes se pressent dans l’espoir d'apercevoir un Spectre.
Mais le savant Dubowski se rend sur la planète pour découvrir le fin mot de l’affaire : ces Spectres existent-ils, oui ou non ? Si oui, sont-ils matériels ou immatériels ? sont-ils intelligents ? sont-ils agressifs ? peut-on communiquer ou commercer avec eux ? sont-ils humanoïdes, extraterrestres ? Si la réponse est non, qu'est-ce qui a pu causer la mort des aventuriers disparus ?
Un journaliste vient aussi sur la planète pour couvrir l'enquête de Sanders. Il est témoin de l'animosité de Sanders à l'encontre de Dubowski, qui risque de lui faire perdre sa clientèle s'il conclut à l'inexistence des Spectres.
Puis le journaliste s'en va couvrir des événements stellaires situés à quelques années-lumière de là. Il revient sur Spectremonde juste à temps pour voir Dubowski faire sa conférence de presse sur les Spectres. Le scientifique affirme que ces derniers n'existent. Non seulement on n'a pu en apercevoir aucun durant les nombreux mois d'observations sur des centaines de sites, mais au surplus il a pu donner une explication rationnelle pour les aventuriers disparus, dont les cadavres ont été découverts. Ils sont morts des suites d'écrasement d'avion ou d'astronef, de maladie, etc. Définitivement, assure-t-il, les Spectres n'existent pas.
Dans les mois qui suivent, les touristes cessent de venir sur la planète. Sanders fait faillite. La planète n’attire plus personne. Ce qui la faisait exister pour les gens, c'était l’éventualité de l'existence de ces fantômes. Ceux-ci n'existant pas, le rêve n'est plus permis. Spectremonde n'a plus aucun intérêt pour personne.

## Distinction
- La nouvelle a été nommée pour le prix Nebula de la meilleure nouvelle courte 1973, le prix Hugo de la meilleure nouvelle courte et le prix Locus de la meilleure nouvelle courte 1974.